# Беляевский (Краснодарский край)
Беля́евский — хутор в Белореченском районе Краснодарского края в Белореченском районе Краснодарского края России. Входит в состав Рязанского сельского поселения.

## География
Расположен в 9,9 км от центра поселения и в 40 км от районного центра.

### Улицы
- ул. 60 лет СССР,
- ул. Коминтерна,
- ул. Светлая.

## Население
| 2002 | 2010 |
| ---- | ---- |
| 152  | ↘120 |

## Памятники
На территории хутора находится памятник истории «Братская могила партизанок сестёр Кочергиных и советского воина Потиенко, 1942—1943 годы».